# ECW Guilty as Charged (2001)
L'édition 2001 de Guilty as Charged est un spectacle de catch produit par l'Extreme Championship Wrestling (ECW) à la Hammerstein Ballroom de New York et diffusé en paiement à la séance aux États-Unis. Il s'agit du dernier spectacle télévisé de l'ECW et de l’antépénultième spectacle de cette fédération avant qu'elle ne soit déclaré en banqueroute en avril 2001.

## Contexte
Les spectacles de l'Extreme Championship Wrestling (ECW) sont constitués de matchs aux résultats prédéterminés par l'équipe créative de la ECW. Tous les catcheurs possèdent un gimmick, c'est-à-dire qu'ils incarnent un personnage gentil ou méchant, qui évolue au fil des rencontres.

## Déroulement
Comme la plupart des spectacles de catch retransmis à la télévision, cette édition de Guilty as Charged commence par un dark match non retransmis et qui a vu la victoire de Bilvis Wesley sur Mike Bell.
La retransmission commence avec les commentateurs, Joey Styles et Joel Gertner (en). Pour le premier match de la soirée Cyrus fait équipe avec Jerry Lynn pour affronter Christian York et Joey Matthews. Ces derniers se font attaquer par les Baldies (Angel (en) et DeVito (en) alors qu'ils entrent sur le ring. Au bout de deux minutes, Lynn et Cyrus l'emportent après un Cradle piledriver de Lynn et Cyrus a fait le tombé sur Matthews. Cyrus a offert des cigares aux Baldies et Jerry Lynn s'est ensuite adressé au public faisant remarquer et de manière sarcastique que Rob Van Dam n'est pas présent ce soir.
Après le générique de début de la ECW, on retrouve Joey Styles et Cyrus à la table des commentateurs avant le deuxième match de la soirée. Celui-ci oppose les challengers Julio DiNero et EZ Money accompagnés de Chris Hamrick (en) et d'Elekra (en) aux champions du monde par équipe de la ECW Danny Doring (en) et Amish Roadkill (en). Après un peu plus de dix minutes de combat, Danny Doring a fait le tombé sur EZ Money après un Leg drop sur le visage de son adversaire et a ainsi conservé avec Amish Roadkill le titre de champion du monde par équipe de la ECW.
À la suite de la défaite de Julio DiNero et d'EZ Money, Chris Hamrick a attaqué Danny Doring et Amish Roadkill qui ont été sauvés par l'arrivée de Nova (en). En a découlé un match entre Hamrick (avec Elektra aux abords du ring) contre Nova. Elektra est intervenu à plusieurs reprises pour faire gagner Hamrick sans succès. En fin de match l'arbitre se retrouve à terre à la suite d'une prise d'un des deux catcheurs et Chris Chetti (en) arrive sur le ring habillé en arbitre et avec l'aide de Lou E. Dangerously (en) qui attaque un arbitre officiel, il compte à l'extérieur Nova donnant ainsi la victoire à Hamrick. À la suite de cette victoire, Spike Dudley arrive et rappelle que depuis qu'il a battu Chetti dans un Loser Leaves Town match à November to Remember il n'est plus le bienvenu ici et que la victoire d'Hamrick est annulé. Nova attaque Chetti avant d'effectuer une Senton bomb sur Hamrick avant de faire le tombé qui est officialisé par Spike Dudley.
On retrouve Steve Corino en coulisses avec son manager Jack Victory (en) qui se plaint de ne pas avoir la ceinture de champion du monde poids-lourds de la ECW que The Sandman lui a pris. Il conclut ce segment en déclarant qu'il compte quitter New York avec cette ceinture.
On retourne sur le ring pour un « I Quit match » entre Tommy Dreamer et C.W. Anderson. Les deux hommes ont commencé à se battre avant que Cyrus a fini d'annoncer le match et se sont ensuite affrontés hors du ring. Dreamer a ensuite trouvé une chaise sous le ring qu'il placé dans un coin pour y coincer le bras d'Anderson en la rabattant avec une autre. Dreamer l'a ensuite frappé avec une clé au visage puis avec la cloche de la table des officiels et Anderson s'est alors retrouvé avec le visage en sang. Anderson revient dans le match en projetant son adversaire dans une des barricade avant que les deux hommes ne reviennent sur le ring (Dreamer a lui aussi une plaie au visage) et Anderson projette un des genoux de Dreamer à travers une chaise avant de le frapper à plusieurs reprises au visage. Dreamer reçoit un cadeau de Noël qui s'avère être un morceau de fil de fer barbelé. Il est aussi aidé par un jeune homme qui frappe Anderson avec un plateau en métal. Anderson revient et porte une superplex au jeune qui a tenté d'effectuer une prise aérienne. Anderson porte ensuite à son adversaire un spinebuster sur le fil de fer barbelé. Il profite de ce que Dreamer est au sol pour installer deux chaises sur le ring avant de le projeter dessus en effectuant une suplex avant de l'envoyer avec une chaise autour du cou dans un des coins. Anderson installe ensuite une table sur le ring et monte sur le poteau où est Dreamer qui lui donne un coup de chaise au visage avant de le mettre sur ses épaules afin d'effectuer un Spicolli Driver qui fait passer Anderson à travers la table. Il utilise ensuite le bandeau en plastique qui entoure le bord de la table pour soumettre Anderson qui abandonne rapidement.

## Tableau des matchs
| #                                                                | Match | Stipulation                                                                                 | Temps |
| ---------------------------------------------------------------- | --- | ------------------------------------------------------------------------------------------- | ----- |
| Dark match                                                       | Bilvis Wesley bat Mike Bell                                                                                         | Match simple                                                                                |       |
| 1                                                                | Cyrus et Jerry Lynn battent Christian York et Joey Matthews                                                         | Match par équipe                                                                            | 02:41 |
| 2                                                                | Danny Doring (en) et Amish Roadkill (en) (c) battent EZ Money et Julio DiNero                                       | Match par équipe pour le championnat du monde par équipe de la ECW                          | 10:06 |
| 3                                                                | Nova (en) bat Chris Hamrick (en)                                                                                    | Match simple                                                                                | 05:30 |
| 4                                                                | Tommy Dreamer fait abandonner C.W. Anderson                                                                         | « I Quit » match                                                                            | 14:11 |
| 5                                                                | Mikey Whipwreck et Yoshihiro Tajiri battent Kid Kash et Super Crazy ainsi que Little Guido et Tony Mamaluke         | Three-Way Dance Tag team match                                                              | 13:31 |
| 6                                                                | Simon Diamond (en) et Swinger affrontent Balls Mahoney et Chilly Willy (en), match qui se termine sur un No contest | Match par équipe                                                                            | 00:48 |
| 7                                                                | The Sandman bat Steve Corino (c) et Justin Credible                                                                 | Tables, Ladders, Chairs and Canes match pour le championnat du monde poids-lourds de la ECW | 13:20 |
| 8                                                                | Rhino bat The Sandman (c)                                                                                           | Match simple pour le championnat du monde poids-lourds de la ECW                            | 01:00 |
| 9                                                                | Rob Van Dam bat Jerry Lynn                                                                                          | Match simple                                                                                | 19:30 |
| (c) désigne le(s) champion(s) défendant son titre dans le match. | |                                                                                             |       |